# Championnat de Tchécoslovaquie de football 1981-1982
Navigation
Saison précédente Saison suivante
La saison 1981-1982 du Championnat de Tchécoslovaquie de football est la 56e édition du championnat de première division en Tchécoslovaquie. Les seize meilleurs clubs du pays se retrouvent au sein d'une poule unique, la First League, où les formations s'affrontent deux fois, à domicile et à l'extérieur. À l'issue du championnat, les deux derniers du classement sont relégués et remplacés par les deux meilleurs clubs de II. Liga, la deuxième division tchécoslovaque.
C'est le club du Dukla Prague qui termine en tête du classement du championnat, avec quatre points d'avance sur un duo composé des Bohemians Prague et du FC Banik Ostrava, double tenant du titre. C'est le 11e et dernier titre de champion de Tchécoslovaquie de l'histoire du club.

## Les 16 clubs participants
| - Dukla Prague - TJ Vitkovice - Promu de II. Liga - Tatran Presov - SK Slovan Bratislava - FC Bohemians Prague - ZTS Petržalka - Promu de II. Liga - Dukla Banska Bystrica - FK Inter Bratislava | - Zbrojovka Brno - FC Banik Ostrava - RH Cheb - Lokomotiva Kosice - Plastika Nitra - SK Slavia Prague - Spartak Trnava - AC Sparta Prague |

## Compétition

### Classement
Le barème utilisé pour établir le classement est le suivant :
- Victoire : 2 points
- Match nul : 1 point
- Défaite : 0 point

| Rang | Équipe                   | Pts | J  | G  | N  | P  | Bp | Bc | Diff |
| ---- | ------------------------ | --- | -- | -- | -- | -- | -- | -- | ---- |
| 1    | Dukla Prague             | 42  | 30 | 18 | 6  | 6  | 54 | 20 | +34  |
| 2    | FC Baník Ostrava (T)     | 38  | 30 | 15 | 8  | 7  | 53 | 24 | +29  |
| 3    | FC Bohemians Prague      | 38  | 30 | 15 | 8  | 7  | 41 | 22 | +19  |
| 4    | Plastika Nitra           | 36  | 30 | 14 | 8  | 8  | 35 | 26 | +9   |
| 5    | FC Lokomotíva Košice     | 32  | 30 | 12 | 8  | 10 | 36 | 34 | +2   |
| 6    | AC Sparta Prague         | 31  | 30 | 11 | 9  | 10 | 40 | 35 | +5   |
| 7    | SK Slavia Prague         | 30  | 30 | 10 | 10 | 10 | 44 | 41 | +3   |
| 8    | FK Inter Bratislava      | 30  | 30 | 11 | 8  | 11 | 29 | 29 | 0    |
| 9    | TJ Vitkovice (P)         | 30  | 30 | 11 | 8  | 11 | 33 | 41 | -8   |
| 10   | ŠK Slovan Bratislava (C) | 29  | 30 | 11 | 7  | 12 | 42 | 47 | -5   |
| 11   | Zbrojovka Brno           | 28  | 30 | 11 | 6  | 13 | 32 | 38 | -6   |
| 12   | Tatran Prešov            | 28  | 30 | 10 | 8  | 12 | 28 | 40 | -12  |
| 13   | RH Cheb                  | 25  | 30 | 8  | 9  | 13 | 36 | 45 | -9   |
| 14   | FC Spartak Trnava        | 24  | 30 | 10 | 4  | 16 | 31 | 41 | -10  |
| 15   | ZTS Petržalka (P)        | 22  | 30 | 8  | 6  | 16 | 26 | 43 | -17  |
| 16   | FK Dukla Banská Bystrica | 17  | 30 | 5  | 7  | 18 | 29 | 63 | -34  |

|  | Qualification pour la Coupe d'Europe des clubs champions 1982-1983                                |
|  | Qualification pour la Coupe des Coupes 1982-1983                                                  |
|  | Qualification pour la Coupe UEFA 1982-1983                                                        |
|  | Relégation en II. Liga                                                                            |
|  | (T) Tenant du titre (C) Vainqueur de la Coupe du Tchécoslovaquie (P) : Promu de deuxième division |

## Bilan de la saison
| Championnat de Tchécoslovaquie de football 1981-1982 |                          |
| Champion                                             | Dukla Prague (11e titre) |
| Coupes et trophées                                   |                          |
| Vainqueur de la Coupe de Tchécoslovaquie 1981-1982   | SK Slovan Bratislava     |
| Qualifications continentales                         |                          |
| Coupe d'Europe des clubs champions 1982-1983         | Dukla Prague             |
| Coupe des Coupes 1982-1983                           | SK Slovan Bratislava     |
| Coupe UEFA 1982-1983                                 | FC Banik Ostrava         |
| Coupe UEFA 1982-1983                                 | FC Bohemians Prague      |
| Promotions et relégations                            |                          |
| Promus en I. Liga                                    | ZVL Zilina               |
| Promus en I. Liga                                    | Sigma Olomouc            |
| Relégués en II. Liga                                 | FK Dukla Banská Bystrica |
| Relégués en II. Liga                                 | ZTS Petržalka            |